# Gare d'Autre-Église
La gare d'Autre-Église est une halte ferroviaire belge fermée de la ligne 147, de Tamines à Landen, située à Autre-Église, section de la commune de Ramillies, dans la province du Brabant wallon en Région wallonne.
Elle est mise en service en 1887 par les Chemins de fer de l'État belge et ferme en 1961.

## Situation ferroviaire
La gare d'Autre-Église se trouvait au point kilométrique (PK) 27,5 de la ligne 147, de Tamines à Landen, via Fleurus et Gembloux entre les gares de Ramillies et de Jauche.

## Histoire
Le point d'arrêt d'Autre-Église, réservé aux voyageurs, entre en service le 7 février 1887. Elle devient une halte en 1895. Elle se situe sur la section de Fleurus à Landen, via Gembloux, en service depuis 1865.
Le 4 octobre 1959, les trains de voyageurs sont supprimés entre Fleurus et Landen et le service des marchandises à Autre-Église prend fin début 1963. La ligne abandonnée est démontée en 1988.

## Patrimoine ferroviaire

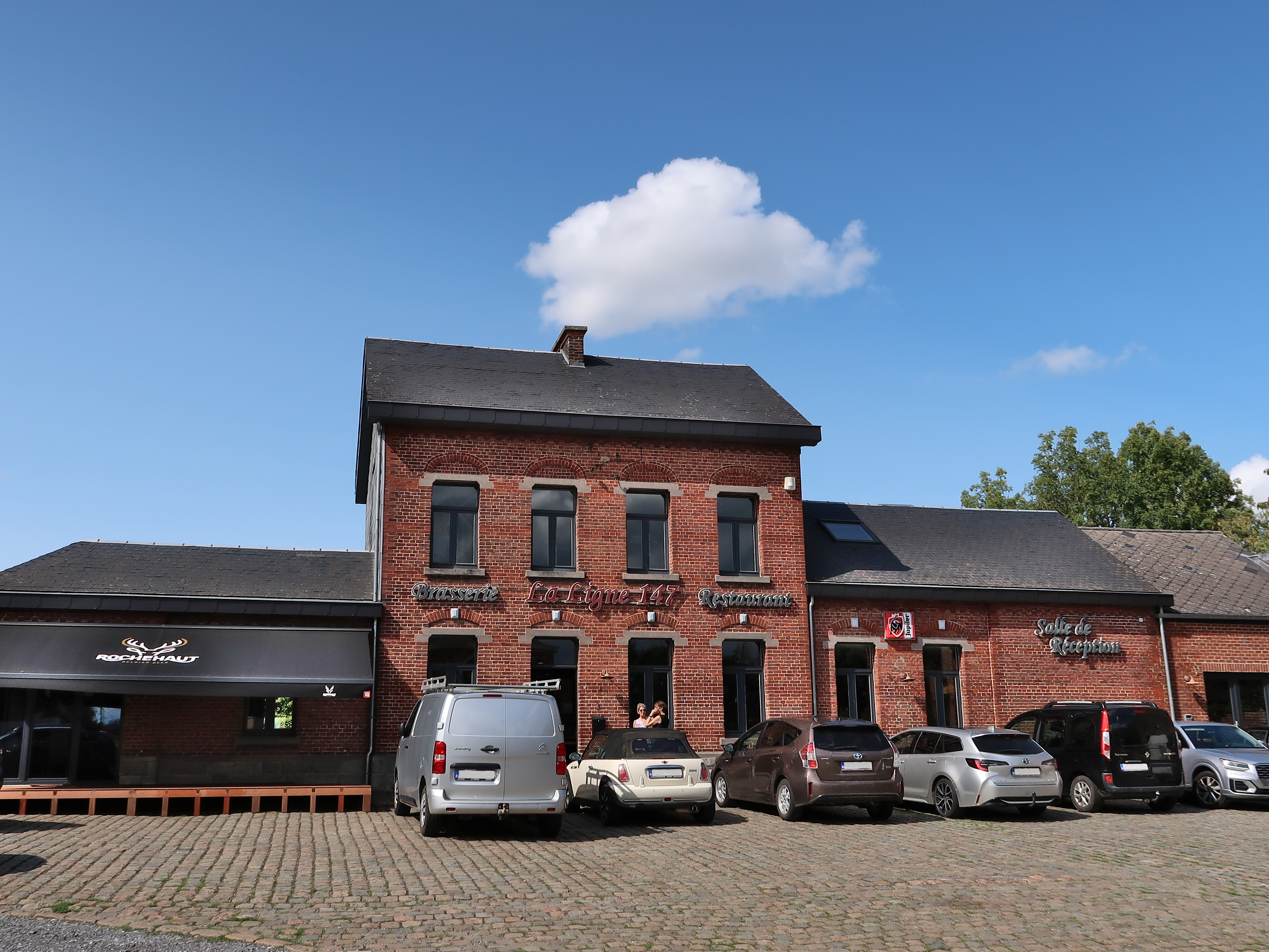
La gare en 2023

Reconverti en habitation, le bâtiment des recettes appartient au plan type 1893 et possède des points communs avec celui de la gare de Petit-Rosière. Sa façade en briques rouges et brunes s'orne d'arcs de décharge au-dessus des portes et fenêtres en complément des linteaux de pierre. L'aile dévolue à l'accueil des voyageurs et petites marchandises se trouve à gauche et possède quatre travées (dont deux manquantes côté rue et une petite fenêtre côté quai là où se trouvait l'ancien local des colis). Comme à Petit-Rosière, les murs transversaux du corps central sont percés d'une fenêtre à arc en plein cintre au pignon.
Un restaurant-brasserie avec salle pour les réceptions baptisé La ligne 147 a été créé au rez-de-chaussée avec plusieurs extensions modernes.